# Echthromorpha ashmeadi
Echthromorpha ashmeadi är en stekelart som först beskrevs av Perkins 1910.  Echthromorpha ashmeadi ingår i släktet Echthromorpha och familjen brokparasitsteklar. Inga underarter finns listade i Catalogue of Life.